# Mariusz Kozik
Mariusz Kozik ps. Lacedemon (ur. w 1973 r. w Lublinie) – polski malarz, ilustrator i artysta koncepcyjny.

## Edukacja
W latach 1989–1994 Kozik uczęszczał do Zespołu Szkół Plastycznych im. Cypriana Kamila Norwida w Lublinie. Następnie rozpoczął studia na Wydziale Malarstwa i Rzeźby Akademii Sztuk Pięknych im. Eugeniusza Gepperta we Wrocławiu. Na pierwszym roku studiował w pracowni prof. Grzegorza Zyndwalewicza, ale drugiego roku w pracowni prof. Józefa Hałasa, pod kierunkiem którego uzyskał dyplom w 2000 r. Józef Hałas zauważył talent Mariusza Kozika, o którym powiedział w 2001 r.:

Mariusz Kozik należał do moich nielicznych wybijających się ponad przeciętność studentów i moim zdaniem rokuje nadzieję na interesujący rozwój.

## Twórczość
Początkowe wystawy obejmowały Kozika również instalacje artystyczne i ekspozycje.
Później skupił się na malarstwie, ilustracjach i koncepcjach artystycznych. Kozik jest pasjonatem historii i wiele jego prac ma tematykę historyczną i militarną, z dużym naciskiem na poprawność historyczną, nawet w stosunku do najmniejszych elementów zbroi lub umundurowania.
Kozik wykonuje wiele ilustracji do książek oraz gier: Cenega (polska edycja okładki do gry „Civilization V: Nowy Wspaniały Świat”), seria „WarBook” (Wydawnictwo Ender), NapoleonV, Osprey Publishing, Fireforge Games, Fabryka Słów. Jego ilustracje pojawiają się na okładkach i rozkładówkach czasopism historycznych takich jak „Focus Historia”, „wSieci Historii”, „Guerres&Historie”, „Desperata Ferro” i inne.
Kozik tworzy na komputerze, jak również i maluje na płótnie. O stylu swojej twórczości powiedział:

Malując naturę, odkryłem, że w naturze wszystko jest sobie przeciwstawione: statyka, dynamika, kolory i kierunki. Dam przykład: horyzont – pień drzewa, przeciwstawiony poziomowi pion, w drzewie poziome gałęzie przeciwstawione znowu temu pionowi pnia, i żyłkowanie liści przeciwstawione sobie. I w ten sposób zbudowana jest cała natura, na konstrukcji, którą ja nazwałem „przeciwstawieniem” i zacząłem malować pod tym kątem.

## Nagrody
- 1997 – III nagroda w Ogólnopolskim Konkursie Rzeźby o Tematyce Muzycznej, Lublin
- 2000 – Wyróżnienie Honorowe za prace prezentowane na wystawie Wschodni Salon Sztuki
- 2001 – Nagroda Fundacji im. Eugeniusz Gepperta na V Konkursie im. E. Gepperta, IV Krajowej Wystawie Malarstwa Młodych
- 2001 – Nagroda Prezesa Zarządu Okręgu ZPAP we Wrocławiu na V Konkursie im. E. Gepperta, IV Krajowej Wystawie Malarstwa Młodych
- 2007 – Stypendium Ministra Kultury

## Publikacje

### Autorskie
- 2011 – Album „Chwała bohaterom / Glory to the Heroes”, Seria wydawnicza WarBook, Wydawnictwo Ender, ISBN 978-83-62730-04-9.

### Jako główny ilustrator
- Gordon L. Rottman, The Great Locomotive Chase – The Andrews Raid 1862, Osprey Publishing, 2009, ISBN 978-1-84603-400-8.
- Gregory Fremont-Barnes, Pete Winner, Who Dares Wins – The SAS and the Iranian Embassy Siege 1980, Osprey Publishing, 2009, ISBN 978-1-84603-395-7.
- Gordon L. Rottman, The Cabanatuan Prison Raid – The Philippines 1945, Osprey Publishing, 2009, ISBN 978-1-84603-399-5.
- Will Fowler, Certain Death in Sierra Leone – The SAS and Operation Barras 2000, Osprey Publishing, 2010, ISBN 978-1-84603-850-1.
- Joseph McCullough, Zombies: A Hunter’s Guide, Osprey Publishing, 2013, ISBN 978-1-4728-0338-2.

### Pozostałe
- Doug Dildy, Dambusters – Operation Chastise 1943, Osprey Publishing, 2010, ISBN 978-1-84603-934-8.
- Ken Ford, The Cockleshell Raid – Bordeaux 1942, Osprey Publishing, 2010, ISBN 978-1-84603-693-4.
- Sean McLachlan, Ride Around Missouri – Shelby’s Great Raid 1863, Osprey Publishing, 2011, ISBN 978-1-84908-429-1.
- Clayton Chun, The Last Boarding Party – The USMC and the SS Mayaguez 1975, Osprey Publishing, 2011, ISBN 978-1-84908-425-3.
- Stephen Turnbull, The Revenge of the 47 Ronin – Edo 1703, Osprey Publishing, 2011, ISBN 978-1-84908-427-7.
- Mark Lardas, Decatur’s Bold and Daring Act – The Philadelphia in Tripoli 1804, Osprey Publishing, 2011, ISBN 978-1-84908-374-4.

## Wystawy

### Wystawy indywidualne
- 1997 – Wrocław, Galeria Muzeum Sztuki Medalierskiej, instalacja
- 1998 – Wrocław, Galeria BWA, instalacja
- 1999 – Wrocław, Galeria ASP, malarstwo
- 2000 – Wrocław, aula ASP, wystawa dyplomowa, malarstwo
- 2001 – Lublin, Galeria Stara BWA, malarstwo
- 2002 – Lublin, Galeria Labirynt 2, instalacja
- 2003 – Lublin, Galeria Grodzka 5a BWA, malarstwo
- 2003 – Lublin, Galeria Labirynt 2, malarstwo
- 2012 – Wernisaż w Galerii Szkolnej ZSP w Lublinie

### Wystawy zbiorowe
- 1997 – Wrocław, aula ASP
- 1997 – Szczecin, Zamek Książąt Pomorskich, Baltic Ikonopress'97, Bałtyckie Biennale Sztuki Współczesnej
- 1997 – Wrocław, Piwnice Henryka Pobożnego
- 1998 – Wrocław, Galeria Miejska
- 2000 – Lublin, Galeria BWA, Wschodni Salon Sztuki'2000
- 2001 – Wrocław, Galeria BWA, IV Krajowa Wystawa Malarstwa Młodych – V Konkurs im. Eugeniusza Gepperta
- 2001 – Wrocław, Muzeum ASP, Wystawa Dyplom 2000
- 2001 – Kazimierz Dolny, Galeria Dzwonnica, malarstwo